# Anéthol
L’anéthol est un composé organique de la famille des phénylpropènes. Il est parfois nommé p-propénylanisol, isoestragol, camphre d’anis, ou huile d’anis. 
Il peut être obtenu par extraction de l’anis (vert ou étoilé) et de la térébinthe de pin. L'anéthol pur a été obtenu pour la première fois par le chimiste Auguste Cahours par distillation de l'essence d'anis.
Il donne son goût à l’anis, à la badiane et au fenouil. L’anéthol a un goût clairement sucré et est treize fois plus sucré que le sucre. Il n’a pas de lien avec l’acide glycyrrhizique, le composant qui adoucit la réglisse. Le goût ressenti est agréable même avec des concentrations élevées.
Il est légèrement toxique et peut-être irritant en grande quantité.[réf. souhaitée]

## Propriétés
L'anéthol existe sous la forme de deux isomères, cis et trans, en fonction de la configuration du groupe propényle. Sa structure est quasiment identique à celle de l'estragol, la seule différence étant la position de la double liaison du groupe propényle qui est en bout de chaine (groupe vinyle) pour l'estragol.
À l’état liquide, l’anéthol est incolore et hydrophobe. Il cristallise vers 20 °C en donnant des paillettes nacrées.

## Utilisations
L'anéthol est un précurseur chimique de la paraméthoxyamphétamine (PMA), drogue dont la confusion avec l’Ecstasy (MDMA) est à l’origine de plusieurs décès.
L'anéthol entre notamment dans la composition du pastis, il est responsable du trouble qui survient lors de l'addition d'eau dans celui-ci.
Ce phénomène, dû à une microémulsion d'anéthol et d'autres substances comparables (comme l'estragol) dans l'eau, est désigné sous le terme de louchissement.
On observe cet effet non seulement dans le pastis mais aussi dans toutes les boissons commerciales contenant un certain pourcentage conséquent d'anéthol : ouzo, anisette, absinthe etc.
L'anéthol réagit avec le soufre pour former l'anétholtrithione, la substance active de l'huile de Haarlem et du médicament sulfarlem.
Il peut stimuler la régénération hépatique chez les rats, et peut également produire de l’activité antispasmodique avec des doses élevées.

## Législation
La vente d’anéthol est interdite en France aux particuliers (Article L3351-3 du code de la santé publique). Elle est autorisée en Belgique.